# ترنس تائو
ترنس چی شن تائو (به انگلیسی: Terence Chi-Shen Tao) ریاضیدان استرالیایی است که روی تحلیل هارمونیک، معادلات دیفرانسیل پاره‌ای، ماتریس‌های تصادفی، نظریه ارگودیک رمزی، ترکیبیات و نظریه اعداد تحلیلی کار می‌کند. او در حال حاضر استاد دانشگاه کالیفرنیا، لس‌آنجلس است. عدد اردوش او ۲ است.
او برنده جایزه فیلدز ۲۰۰۶ است.

## کودکی

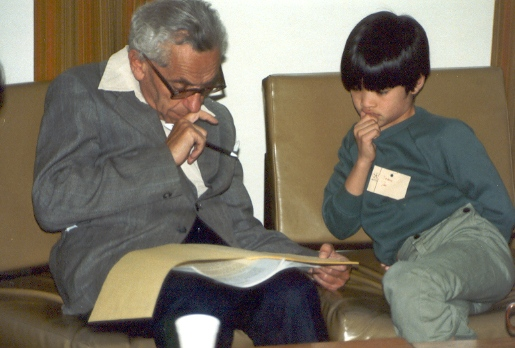
تائو و پل اردوش، ۱۹۸۵

او کودکی نابغه بود و در ۲۴ سالگی به استادی تمام دانشگاه کالیفرنیا در لس آنجلس رسید. والدین او هر دو از نژاد کانتون هستند. پدرش به مطبوعات گفته‌است که او در دو سالگی سعی داشت به کودکی پنج ساله انگلیسی و ریاضی بیاموزد. او در دو سالگی حساب مقدماتی را نزد خود آموخت. او جوانترین فردی است که تاکنون در المپیاد جهانی ریاضی مدال گرفته‌است. وی در ۱۲ سالگی توانست در این المپیاد مدال برنز بگیرد. او هنگامی مدال طلا گرفت که هنوز ۱۳ سال اش نشده بود. او در ۱۸ سالگی مدرک لیسانس و فوق لیسانس خود را از دانشگاه فلیندرز دریافت کرد.
وی مدرک دکترای خود را در سن ۲۱ سالگی از دانشگاه پرینستون آمریکا دریافت کرده‌است.